# Cassé (chanson)
Pour les articles homonymes, voir Cassé.
Singles de Nolwenn Leroy
Une femme cachée
(2003)
Cassé est le premier extrait du premier album Nolwenn de la chanteuse Nolwenn Leroy, sorti en 2003 et aussi son premier single.
Écrite par Lionel Florence et composée par Francis Maggiulli, la chanson se classe no 1 des ventes en France. Le single s'est en effet vendu à 400 000 exemplaires (disque d'or). Tube de l'année 2003, Nolwenn l’interprète dans de nombreuses émissions télévisées. Également distribué en Belgique, le single se classe en tête des ventes, certifié disque d'or (25 000 exemplaires).

## Liste des titres
| No | Titre                  | Paroles | Musique | Durée |
| -- | ---------------------- | ------- | ------- | ----- |
| 1. | Cassé                  |         |         | 4:30  |
| 2. | Ce qu'il nous faudrait |         |         | 3:34  |

## Classement hebdomadaire
| Classement (2003)                       | Meilleure position |
| --------------------------------------- | ------------------ |
| Belgique (Wallonie Ultratop 50 Singles) | 1                  |
| France (SNEP)                           | 1                  |
| Suisse (Schweizer Hitparade)            | 4                  |